# 대구감천초등학교
대구감천초등학교 (大邱甘川初等學校)는 대한민국 대구광역시 달서구에 있는 공립 초등학교이다.

## 연혁
- 1993년 3월 1일 : 대구감천초등학교로 개교 30학급 편성
- 1998년 3월 1일 : 교육부지정 영어 연구학교 지정
- 2000년 3월 1일 : 대구광역시교육청 지정 외국어구사 능력 준거학교 지정
- 2003년 3월 1일 : 30학급 편성(특수학급 1학급)
- 2005년 3월 1일 : 30학급 편성(특수학급 1학급)
- 2007년 3월 1일 : 37학급 편성(특수학급 1학급)
- 2007년 3월 1일 : 대구광역시 교육청 지정 독서교육 시범학교 지정
- 2008년 3월 1일 : 36학급 편성(특수학급 1학급)
- 2009년 3월 1일 : 35학급 편성(특수학급 2학급)
- 2011년 3월 1일 : 34학급 편성(특수학급 2학급)